# Menkesova bolest
Menkesova bolest ili Menkesov sindrom je recesivni poremećaj na X-kromosomu kod kojeg se javlja nedostatak bakra.   Bolest obično nastupa tijekom novorođenačke dobi, s prevalencijom od jednog oboljelog na 100.000 do 250.000 novorođenčadi.
Djeca s Menkesovom bolesti obično ne žive dulje od treće godine. Javlja se češće kod muškaraca nego kod žena jer je potrebna samo jedna kopija recesivnog gena smještenog na X-kromosomu kako bi se mogla razviti bolest. Ako se ovaj poremećaj javi kod ženske osobe, kod nje se na oba X-kromosoma nalaze kopije recesivnog gena.  Karakteritični simptomi su: lomljiva kosa, zaostatak u rastu i mentalna dezorijentiranost. Bolest je uzrokovana mutacijama na genu ATP7A, koji kodira protein važan za kontrolu koncentracije bakra u tijelu.
Ovaj poremećaj je prvotno opisao neurolog John Hans Menkes (1928.–2008.) godine 1962.

## Znakovi i simptomi
Znakovi i simptomi ove bolesti uključuju slab mišićni tonus (hipotonija), debeljuškasti obrazi, napadaji, intelektualna ograničenost i zastoj u razvoju. Pacijenti imaju lomljivu kosu i širenje metafiza. U rijetkim slučajevima, simptomi se javljaju u kasnijem razdoblju djetinjstva i manje su ozbiljni. Djeca s ovim poremećajem često su rođena prije termina. Simptomi se javljaju tijekom novorođenačke dobi i uglavnom su posljedica abnormalne apsorpcije bakra u crijevima s nedostatkom mitohondrijskih enzima ovisnih o bakru. Normalan ili blago usporen razvoj može potrajati prva dva do tri mjeseca te potom nastupa teški zastoj u razvoju. Među simptomima su također napadaji, nenapredovanje na tjelesnoj masi, niska tjelesna temperatura i kovrčava kosa boje željeza ili bezbojna, koja je izrazito lomljiva. Može se javiti i jaka neurodegeneracija u sivoj tvari mozga. Arterijama u mozgu mogu biti oštećene stijenke, što dovodi do njihova pucanja. Skeletne promjene (osteoporoza) kao posljedicu imaju lomove.
Sindrom okcipitalnog roga (poznat i kao Ehlers-Danlosov sindrom tipa 9) je blagi oblik Menkesove bolesti koji se razvija u ranom ili srednjem djetinjstvu. Karakteriziraju ga naslage kalcija u kostima lubanjske baze (zatiljna kost), gruba kosa, mlitava koža i zglobovi.

## Mehanizam
Gen ATP7A kodira transmembranski protein koji prenosi bakar kroz staničnu membranu. Ima ga u raznim stanicama tijela, pogotovo u jetri. U tankom crijevu protein ATP7A pomaže regulaciju apsorpcije bakra iz hrane. U drugim stanicama se nalazi između Golgijeva aparata i stanične membrane kako bi održao normalne koncentracije bakra u tijelu. Protein je obično smješten u Golgijevu aparatu, koji je važan za postranslacijsku modifikaciju proteina, uključujući i enzime. U Golgijevu aparatu, ATP7A protein opskrbljuje bakrom enzime koji su nužni za strukturu i funkciju kosti, kože, kose, krvnih žila i živčanog sustava. Ako je koncentracija bakra povišena, protein putuje do stanične membrane i uklanja višak bakra iz stanice. Mutacije na genu ATP7A kao što su delecije i insercije vode do brisanja dijelova nekih gena čime se stvara skraćeni ATP7A protein.
Kada je smanjeno stvaranje funkcionalnog ATP7A proteina, dolazi do oštećenje apsorpcije bakra iz hrane te nedostatne opskrbe određenih enzima bakrom. 
Jedan od enzima važnih za sintezu kolagena, lizil oksidaza, treba bakar za pravilnu funkciju. Ovaj enzim stvaranjem poprečnih kovalentnih veza učvršćuje kolagenska vlakna. Ako je snižena razina bakra, stvara se jako malo ovog enzima i nastaje defektni kolagen, što ima negativne posljedice za razvoj kostiju, krvnih žila i noktiju.

Kao kofaktor u svom djelovanju bakar treba i dopamin beta-hidroksilaza koja katalizira pretvorbu neurotransmitera dopamina u neurotransmiter i hormon noradrenalin. Ipak, unatoč tome, razina noradrenalina u krvi i cerebrospinalnom likvoru, zbog raznih kompenzacijskih mehanizama (smanjena hidroksilacija tirozina i smanjeno otpuštanje noradrenalina egzocitozom), nije smanjena. Međutim, povišen omjer DOPA/DHPG može poslužiti kao biokemijski marker ovog poremećaja.

## Uzrok i prevencija
Mutacije na genu ATP7A  smještenog na X-kromosomu, vodi do nastanka Menkesove bolesti. Oko 30% slučajeva nastaje zbog novonastalih mutacija, dok je oko 70% naslijeđeno, gotovo uvijek od majke. Iako se bolest češće manifestira kod muškaraca, žene mogu biti nositelji njezina gena. Kao posljedica mutacije na ATP7A genu, bakar se slabo prenosi do stanica tijela. Bakar se nakuplja u nekim tkivima, kao što su tanko crijevo i bubrezi dok mozak i druga tkiva imaju neuobičajeno niske koncentracije. Smanjena opskrba bakrom smanjuje aktivnost brojnih enzima ovisnih o bakru čija je aktivnost nužna za strukturu i funkciju kosti, kože, kose, krvnih žila i živčanog sustava. Kao i kod drugih X-vezanih bolesti, ženska djeca čija je majka nositelj imaju 50% šansi postati nositelj, ali su najčešće zdrava; muška djeca imaju 50% šansi dobiti ovaj poremećaj. 

## Dijagnoza
Menkesova bolest može se otkriti testiranjem razine bakra i ceruloplazmina u krvi, biopsijom kože, i ispitivanjem kose optičkim mikroskopom kako bi se mogle uočiti abnormalnosti kose karakteristične za ovaj poremećaj. Rendgenom lubanje i kostura uočavaju se defekti u razvoju kostiju. Omjer homovanilinska kiselina/vanilbademova kiselina u urinu može omogućiti rano otkrivanje poremećaja. Budući da je 70% slučajeva Menkesove bolesti naslijeđeno, rade se genetska testiranja majke u potrazi za mutacijom na ATP7A genu.

## Liječenje i prognoza
Nema lijeka za Menkesovu bolest. Rano liječenje injekcijama suplemenata bakra (u obliku acetata) može blago poboljšati stanje. Među dvanaestero novorođenčadi s dijagnosticiranom Menkesovom bolesti, 92% je doživjelo dob od 4,6 godina. Druga liječenja uglavnom uključuju ublažavanje simptoma bolesti, kao što su analgetici, lijekovi protiv napadaja i fizikalna terapija.

## Vanjske poveznice
- GeneReviews/NCBI/NIH/UW entry on ATP7A-Related Copper Transport Disorders